# Bernard de Dryver
Bernard de Dryver (Brussel, 19 september 1952) is een Belgisch voormalig Formule 1-coureur. Hij reed tweemaal een Grand Prix, de Grand Prix van België van 1977 (team March Engineering) en die van 1978 (Ensign).